# Гудсон, Эдриэнн
Эдриэнн Гудсон (англ. Adrienne Goodson; род. 19 октября 1966 года в Бейонне, Нью-Джерси, США) — американская профессиональная баскетболистка, выступавшая в женской национальной баскетбольной ассоциации. Была выбрана на драфте ВНБА 1999 года в третьем раунде под общим двадцать седьмым номером командой «Юта Старз». Играла на позиции лёгкого форварда. Ещё будучи действующим игроком ВНБА вошла в тренерский штаб родной студенческой команды «Олд Доминион Монархс». В настоящее время работает там же директором по баскетбольным операциям.

## Ранние годы
Эдриэнн Гудсон родилась 19 октября 1966 года в городе Бейонн (штат Нью-Джерси), а училась там же в одноимённой средней школе, в которой выступала за местную баскетбольную команду.